# Stopplaats Spaarndammerdijk-Houthaven
Station Spaarndammerdijk-Houthaven is een voormalige halte aan de Spoorlijn Nieuwediep - Amsterdam. Het station lag aan een zijlijntje van de lijn naar Zaandam en werd in 1891 geopend onder de naam Houthaven. Vanaf 1896 heette het station Station Spaarndammerdijk-Houthaven.
De sluiting van het station vond plaats op 1 mei 1900.
0: Den Helder ·
3: Den Helder Zuid ·
4: Koegras ·
8: Breezand ·
12: Anna Paulowna ·
16: Oudesluis ·
21: Schagen ·
24: Schagerwaard ·
27: Zijdewind ·
30: Noord Scharwoude ·
35: Heerhugowaard ·
38: St. Pancras ·
40: Alkmaar Noord ·
42: Alkmaar ·
47: Heiloo ·
49: Onze Lieve Vrouwe ter Nood ·
54: Castricum ·
58: Uitgeest ·
61: Den Ham ·
63: Krommenie-Assendelft ·
65: Wormerveer ·
68: Zaandijk Zaanse Schans ·
69: Koog aan de Zaan ·
71: Zaandam ·
72: Noorder IJdijk ·
73: Hembrug ·
75: Amsterdam Petroleumhaven ·
78: Spaarndammerdijk-Houthaven ·
79: Amsterdam Sloterdijk ·
80: Amsterdam Westerdok ·
81: Amsterdam Centraal